# Frederic Zelnik
Frederic Zelnik (născut Friedrich Zelnik, n. 17 mai 1885, Cernăuți, Austro-Ungaria – d. 29 noiembrie 1950, Londra, Anglia, Regatul Unit) a fost un producător, regizor și actor ucrainean. A fost unul dintre cei mai importanți producători - regizori ai cinematografiei germane din epoca filmului mut. Zelnik a avut un mare succes cu filmele sale de operetă în perioada anii 1920 - anii 1930.

## Biografie
Friedrich Zelnik s-a născut într-o familie evreiască din Cernăuți, astăzi în Ucraina, în acea vreme capitala Ducatului Bucovinei din partea austriacă a Monarhiei Austro-Ungare. După ce a studiat la Viena, Friedrich Zelnik a lucrat ca actor în teatre din Nürnberg, Aachen, Worms, Praga și, în cele din urmă, în Berlin - în teatre ca Theatre an der Königsgrätzer Straße, Teatrul Berliner și Komödienhaus. 
În 1914, Friedrich Zelnik a început să joace în filme, iar după  anul 1915, a produs și a regizat filme, într-o perioadă în care a apărut și în roluri de actor în filmele altor regizori. În 1918 s-a căsătorit cu o tânără dansatoare de balet din Letonia, de origine poloneză, Aleksandra Gudowicz, care a devenit actrița de film Lya Mara pe care a promovat-o ca o vedetă a cinematografiei germane producând și regizând numeroase filme pentru ea. În 1920 a fondat, împreună cu soția sa, o firmă de producție de filme denumită Zelnik-Mara-Film GmbH. 
Filme populare, în stil de operetă, ca de exemplu Dunărea Albastră (An der schönen blauen Donau), Die Försterchristl, Das tanzende Wien, Heut tanzt Mariett le-a adus celor doi un succes enorm în Germania, dar și peste hotare. Câțiva dintre colaboratorii săi, cum ar fi cameramanul Frederik Fuglsang și directorul artistic, André Andrejew, sunt considerați astăzi ca artiști importanți ai cinematografiei mute germane.
Odată cu apariția filmului sonor, Friedrich Zelnik a fost primul regizor din Europa care a dublat un film, The Crimson Circle (1929), folosind sistemul Phonomilm inventat de Lee De Forest. În 1930, Zelnik a călătorit la Hollywood, California și, la întoarcerea sa în Germania, a regizat primul său film cu sunet complet, o nouă versiune a filmului său mut de succes, Die Försterchristl.
După ce Adolf Hitler a ajuns la putere în Grmania în 1933, Zelnik și Lya Mara  au părăsit Germania și s-au stabilit la Londra. În anii următori, Zelnik a continuat să regizeze și să producă filme în Marea Britanie și Olanda. Și-a schimbat legal numele în Frederic Zelnik și a primit cetățenia britanică. 
Zelnik a murit în 1950 la Londra. După decesul său, soția sa Mara și-a petrecut ultimii ani din viață în Elveția și a murit acolo la 1 martie 1960.

## Filmografie selectată

### Regizor
- His Majesty the Hypochondriac (1918)
- Charlotte Corday (1919)
- The Heiress of the Count of Monte Cristo (1919)
- Anna Karenina (1920)
- Kri-Kri, the Duchess of Tarabac (1920)
- Fanny Elssler (1920)
- Count Varenne's Lover (1921)
- The Girl from Piccadilly (1921)
- Trix, the Romance of a Millionairess (1921)
- Miss Beryll (1921)
- Memoirs of a Film Actress (1921)
- Count Festenberg (1922)
- Napoleon's Daughter (1922)
- The Mistress of the King (1922)
- Insulted and Humiliated (1922)
- Yvette, the Fashion Princesss (1922)
- The Marriage of Princess Demidoff (1922)
- Tania, the Woman in Chains (1922)
- Lyda Ssanin (1923)
- Resurrection (1923)
- The Men of Sybill (1923)
- Irene of Gold (1923)
- The Girl from Hell (1923)
- Daisy (1923)
- The Girl from Capri (1924)
- The Sailor Perugino (1924)
- Marionettes of the Princess (1924)
- The Mistress of Monbijou (1924)
- Nelly, the Bride Without a Husband (1924)
- By Order of Pompadour (1924)
- Athletes (1925)
- Letters Which Never Reached Him (1925)
- Women You Rarely Greet (1925)
- The Venus of Montmartre (1925)
- The Bohemian Dancer (1926)
- The Mill at Sanssouci (1926)
- The Violet Eater (1926)
- The Blue Danube (1926)
- Fadette (1926)
- The Weavers (1927)
- Dancing Vienna (1927)
- The Gypsy Baron (1927)
- Mariett Dances Today (1928)
- Mary Lou (1928)
- My Heart is a Jazz Band (1929)
- The Crimson Circle (1929)
- The Forester's Daughter (1931)
- Everyone Asks for Erika (1932)
- The Dancer of Sanssouci (1932)
- Happy (1933)
- The Emperor's Waltz (1933)
- Southern Roses (1936)
- The Lilac Domino (1937)
- Daddy Long Legs (1938)
- Tomorrow It Will Be Better (1939)
- I Killed the Count (1939)

### Producător
- The Lost Paradise (1917)
- The Serenyi (1918)
- The Peruvian (1919)
- The Yellow Diplomat (1920)
- The Princess of the Nile (1920)
- The Law of the Desert (1920)
- The Convict of Cayenne (1921)
- The Buried Self (1921)
- The Bank Crash of Unter den Linden (1926)

## Vezi și
- Listă de personalități din Cernăuți